# Dürer im Seesturm
Das Transparentgemälde Dürer im Seesturm war das vierte Bild eines siebenteiligen Bilderzyklus, der für ein Fest zu Ehren Albrecht Dürers 300. Todestagesauf dem Dürer-Fest in Nürnberg ausgestellt worden war. Den Entwurf für das Transparent lieferte der deutsche Künstler Ferdinand Fellner (1799–1859). Das Original wurde während des Zweiten Weltkriegs zerstört, jedoch existieren Kopien aus der Hand zeitgenössischer Künstler.

## Komposition und Ikonographie
Der Horizont und der Mast bilden ein Kreuz, auf deren Mittelachse Dürers Kopf steht. Die aufsteigende Diagonale (Stab mit Segeltuch) trennt das Bild in zwei Hälften: Der hintere Teil des Bildes wird von Ruhe (sanfte Wellen, Stadt) beherrscht, auch der senkrechte Mast simuliert Ruhe im Bild. Im vorderen Teil des Bildes befindet sich alles in Unruhe, da die bewegten Wellen, die dramatisch dargestellten Figuren und das sinkende Boot rechts unten aus dem Bild zu kippen scheinen. Besonders auffällig ist, dass trotz des Seesturms, Dürers Gesichtsausdruck extrem ruhig (im Vergleich zu den anderen Figuren) gezeigt wird. Außerdem hält Dürer sich am senkrechten Mast mit Leichtigkeit fest.
Das Werk zeigt auch ein typisches Thema der nazarenischen Kunst: Rettung durch Gott. Eine christliche Personifikation ist im Mittelpunkt des Bildes in Form von Dürer dargestellt. Die zwei Frauen mit Kopftuch im Vordergrund wurden wie Marien dargestellt.

## Hintergrund
Am 8. Dezember 1520 kam Albrecht Dürer in der Stadt Arnemuiden (Provinz Zeeland) an, wo er über Nacht verblieb. Dort kam es jedoch zunächst zu einem Unglück. Als das Schiff sich dem Land näherte, drang ein weiteres, größeres Schiff neben ihnen ein, wodurch die Wellen ihnen große Probleme bereiteten (daher Seesturm). Dürers Reisetagebuch zufolge blieben während des Seesturms noch sechs Leute auf dem Schiff, einschließlich des Handelsmannes Georg Kölzler (1471–1529), der aus einer alten Nürnberger Bürgerfamilie stammte. Das Geschehen des Unfalls wurde wie folgt beschrieben.
„zu Armuyd, do ich anfuhr, do geschah mir ein grosser unrath. Do wir am lande stissen und unser saibl anwurffen, da trüng ein grosser schiff neben uns so kräfftig, und was eben in aussteigen, das ich ihm gedräng jederman für mir ließ außsteigen, also das niemand dan ich, Görg Köczler, zwey alte weiber und der schiffmann mit einen klainen buben in schiff blieben. Als sich nun das ander schiff mit uns trung und ich noch also mit den genanden vf dem schiff waren und nit auß konten weichen, do zerriß das starcke saihl, und so kam in selben ein starcker sturmwind, der trieb unser schiff mit gewahlt hinter sich.“

– Dürer Schriftlicher Nachlass
Die Reaktion der Genannten auf dem Schiff wurden von Dürer im Tagebuch ins Detail wiedergegeben, wodurch man diese Bedrohung durch den Tod mit anderen vergleichen konnte. Der Vergleich wurde virtuell im Transparent Dürer im Seesturm an fünfter Stelle der chronologischen Reihenfolge der Abbildungen auf dem Dürerfest 1828 in Nürnberg dargestellt.